# Riksdagsvalget i Sverige 1973
Riksdagsvalget i Sverige 1973 til Sveriges riksdag blev afholdt den 16. september 1973.

## Valgresultat
| Parti                 | Parti                        | Partiledere           | Stemmer             | Stemmer | Stemmer | Mandatfordeling | Mandatfordeling |
| Parti                 | Parti                        | Partiledere           | Antal               | %       | +− %    | Antal           | +−              |
| --------------------- | ---------------------------- | --------------------- | ------------------- | ------- | ------- | --------------- | --------------- |
|                       | Socialdemokraterna           | Olof Palme            | 2 247 727           | 43,56   | −1,78   | 156             | −7              |
|                       | Centerpartiet                | Thorbjörn Fälldin     | 1 295 246           | 25,10   | +5,19   | 90              | +19             |
|                       | Moderata samlingspartiet     | Gösta Bohman          | 737 584             | 14,29   | +2,76   | 51              | +10             |
|                       | Folkpartiet                  | Gunnar Helén          | 486 028             | 9,42    | −6,79   | 34              | −24             |
|                       | Vänsterpartiet kommunisterna | C.-H. Hermansson      | 274 929             | 5,33    | +0,58   | 19              | +2              |
|                       | Kristen demokratisk samling  | Alf Svensson          | 90 388              | 1,75    | −0,05   | —               | —               |
|                       | KFML                         | Frank Baude           | 8 014               | 0,16    | −0,27   | —               | —               |
|                       | Øvrige partier               | —                     | 20 230              | 0,39    | —       | —               | —               |
| Antal gyldige stemmer | Antal gyldige stemmer        | Antal gyldige stemmer | 5 160 146           | 100,00  |         | 350             |                 |
| Ugyldige stemmer      | Ugyldige stemmer             | Ugyldige stemmer      | 8 850               |         |         |                 |                 |
| Totalt                | Totalt                       | Totalt                | 5 168 996 (90,84 %) |         |         |                 |                 |